# Processos de Engenharia de Software

## Definição
Um processo de Engenharia de Software é formado por um conjunto de passos de processo parcialmente ordenados, relacionados com artefatos, pessoas, recursos, estruturas organizacionais e restrições, tendo como objetivo produzir e manter os produtos de software finais requeridos.

## Conceitos
Os processos são divididos em atividades ou tarefas. Uma atividade é um passo de processo que produz mudanças de estado visíveis externamente no produto de software. Atividades incorporam e implementam procedimentos, regras e políticas, e têm como objetivo gerar ou modificar um dado conjunto de artefatos.
Um artefato é um produto criado ou modificado durante um processo. Tal produto é resultado de uma atividade e pode ser utilizado posteriormente como matéria prima para a mesma ou para outra atividade a fim de gerar novos produtos. 
Uma atividade aloca recursos (por exemplo, computadores, impressoras e material de expediente), é escalonada, monitorada e atribuída a desenvolvedores (agentes), que podem utilizar ferramentas para executá-la.
Toda atividade possui uma descrição, a qual pode especificar os artefatos necessários, as relações de dependência com outras atividades, as datas de início e fim planejadas, os recursos a serem alocados e os agentes responsáveis pela mesma. 
O agente pode ser uma pessoa ou uma ferramenta automatizada (quando a atividade é automática) e relaciona-se com as atividades de um processo. Os agentes podem estar organizados em cargos, aos quais podem ser definidas diferentes responsabilidades.
A realização do processo é afetada pelas restrições, que podem atingir atividades, agentes, recursos, artefatos, papéis e seus relacionamentos. Uma restrição é uma condição definida que um passo de processo deve satisfazer antes ou depois de ser executado.